# Wiedernutzbarmachung
Wiedernutzbarmachung (abgekürzt WNM) ist ein Rechtsbegriff aus dem  Bundesberggesetz und bezeichnet die ordnungsgemäße Gestaltung der vom Bergbau in Anspruch genommenen Oberfläche unter Beachtung des öffentlichen Interesses (§ 4 Abs. 4 BBerG).
Zum Schutze vor Gefahren für Leben, Gesundheit und zum Schutz von Sachgütern, Beschäftigten und Dritten auch noch nach Einstellung des Betriebes kann durch Rechtsverordnung (Bergverordnung) bestimmt werden, welche Vorsorge- und Durchführungsmaßnahmen zur Wiedernutzbarmachung der Oberfläche zu treffen und welche Anforderungen an diese Maßnahmen zu stellen sind (§ 66 Satz 1 Nr. 8 BBerG). Die Wiedernutzbarmachung von für den Braunkohlebergbau im Land Nordrhein-Westfalen nicht mehr genutzten Flächen regelt beispielsweise § 41 der Bergverordnung für Braunkohlenbergwerke (BVOBr) vom 5. Februar 1998.

„(1) Für den Betrieb nicht mehr genutzte Flächen sind unverzüglich wieder nutzbar zu machen.
(2) Die zur landwirtschaftlichen oder forstlichen Nutzung oder als Siedlungsland bestimmten Flächen sind entsprechend ihrer geplanten Verwendung in ausreichender Mächtigkeit mit geeignetem kulturfähigen Material zu bedecken. Diese Flächen müssen über dem voraussichtlichen künftigen Grundwasserstand liegen; die Vorflut muss gewährleistet sein.
(3) Flächen, die für die landwirtschaftliche oder forstliche Nutzung hergerichtet werden, sind durch Wege zu erschließen.“

Die Renaturierung von Bergbaufolgelandschaften misst sich vor allem an der geplanten Folgenutzung. Durch die bergrechtliche Wiedernutzbarmachung können die Anforderungen der naturschutzrechtlichen Eingriffsregelung bereits erfüllt werden. Ist dies nicht der Fall, sind in der Regel Ersatzmaßnahmen (Ausgleich auf externen Flächen) oder Ersatzgeldzahlungen für Naturschutzzwecke erforderlich.